# Welch Township (Missouri)
Die Welch Township ist eine von 10 Townships im Cape Girardeau County im Südosten des US-amerikanischen Bundesstaates Missouri. Das U.S. Census Bureau hat bei der Volkszählung 2020 eine Einwohnerzahl von 1131 ermittelt.

## Geografie
Die Welch Township liegt rund 15 km westlich des Mississippi, der die Grenze zu Illinois bildet. Die Mündung des Ohio bei Cairo an der Schnittstelle der Bundesstaaten Missouri, Illinois und Kentucky befindet sich rund 80 km südöstlich.
Die Welch Township liegt auf 37°11′08″ nördlicher Breite und 89°44′51″ westlicher Länge und erstreckt sich über 154,23 km², die sich auf 153,86 km² Land- und 0,37 km² Wasserfläche verteilen. 
Die nördliche Grenze der Township bildet der Headwater Diversion Channel, ein künstlich angelegter Flutkanal, der neben dem Castor River und dem Whitewater River eine Reihe weitere Flüsse aufnimmt und südlich der Stadt Cape Girardeau in den Mississippi mündet.
Die Welch Township grenzt innerhalb des Cape Girardeau County im Nordwesten an die Liberty Township, im Norden an die Hubble Township und im Nordosten an die Cape Girardeau Township. Im Südosten grenzt die Welch Township an das Scott County, im Süden an das Stoddard County und im Westen an das Bollinger County.

## Verkehr
In Nordost-Südwest-Richtung durchläuft die Missouri State Route 25 die gesamte Township. Im äußersten Osten der Welch Township führt die Missouri State Route 77 in Nord-Süd-Richtung.
Durch die Welch Township verläuft eine Eisenbahnlinie der BNSF Railway, die vom Mississippi in südwestliche Richtung führt.
Der nächstgelegene Flughafen ist der rund 20 km östlich der Township gelegene Cape Girardeau Regional Airport.

## Bevölkerung
Bei der Volkszählung im Jahr 2010 hatte die Township 1231 Einwohner. Die Bevölkerung der Township lebt neben verstreut über die Township verteilten Gebäuden  in folgenden Siedlungen:
City
- Delta

Unincorporated Communities
| - Arbor - Blomeyer - Cliff | - Green Cox - Randles - Rum Branch |